# どんつく神社
どんつく神社（どんつくじんじゃ）は、静岡県賀茂郡東伊豆町稲取にある神社。
同じ稲取地区の八幡神社の兼務社であり、御朱印は稲取地区西部「稲取文化公園」内の稲取温泉観光案内所にて得ることができる。

## 概要
稲取地区の南東、灯台がある稲取岬の頂上付近に鎮座している。
元々の起源は、稲取地区北東部の素盞嗚神社にあり、男性器を模した御神体を奉納したり、その年に成人する男性が「お面さん」と呼ばれる赤色と青色の天狗面をかぶり、男性器の御神体で（夫婦和合、子孫繁栄、無病息災を祈願して）住民を突きながら民家を巡る儀礼が独立したものである。（ただし、こうした儀礼自体はもっと古い起源があり、弥生時代から2000年程度の歴史があると称されることもある。）
この儀礼は御神体で「どんと突く」ことから「どんつく祭」と呼ばれるようになり、伊東市・音無神社の「尻つみ祭り」、伊豆市 (旧・天城湯ヶ島町、市山) ・明徳寺の「東司(とうす)まつり」と共に、「伊豆三大奇祭」と称される。
そして巨大な御神体を乗せた神輿を保管する社殿として、この「どんつく神社」が創建された。通常時でも「どんつく神社」の社殿に納めされた御神体の神輿を見ることができる。
現在の「どんつく祭」は、神社の例大祭と観光イベントを兼ねて、1966年（昭和41年）から開始されたものであり、人手不足（担い手不足）を理由に2018年（平成30年）を最後に一旦中断されたが、環境を整えた上で2023年（令和5年）から再開された。以前は6月に行われていたが、再開後は9月末-10月初頭頃に行われている。

## 祭神
- 素盞嗚命